# Râul Toți
Râul Toți este un curs de apă, afluent al râului Sărata. 